# Giacomo Campiotti
Giacomo Campiotti, né à Varèse le 8 juillet 1957  est un scénariste et réalisateur italien.

## Biographie
Giacomo Campiotti a effectué ses études à la Scuola di cinematografia à Bassano de Ermanno Olmi.
Après des débuts en court-métrage (Tre donne, 1983), il s’est essayé au long-métrage (Corsa di primavera, 1989), mais c’est dans les séries télévisées de fiction qu’il s’est distingué.

## Filmographie

### Comme réalisateur

#### Cinéma
- 1983 : Tre donne - court-métrage
- 1985 : La bomba - court-métrage
- 1986 : Ritorno dal cinema - court-métrage
- 1989 : Corsa di primavera
- 1994 : Comme deux crocodiles (Come due coccodrilli)
- 1996 : Ritratti d'autore: seconda serie
- 1999 : Les Saisons de l'amour (Il tempo dell'amore)
- 2005 : Mai + come prima (Jamais plus comme avant)
- 2013 : Bianca come il latte, rossa come il sangue

#### Télévision
- 1996 : Ritratti d'autore (série télévisée)
- 2002 : Zivago (Docteur Jivago), minisérie télévisée
- 2007 : L'amore e la guerra, téléfilm
- 2007 : Giuseppe Moscati, mini-série télévisée
- 2009 : Bakhita, de l'esclavage à la sainteté, mini-série télévisée
- 2010 : Preferisco il Paradiso, mini-série télévisée
- 2010 : Il sorteggio, téléfilm
- 2012 : La figlia del capitano, téléfilm
- 2012 : Maria di Nazaret, mini-série télévisée
- 2014 : Non è mai troppo tardi, film TV
- 2014 - 2016 : Les Bracelets rouges (Braccialetti Rossi) série télévisée diffusée sur Rai 1 du 26 janvier 2014 au 2 décembre 2016[3].
- 2019 : Liberi di scegliere, téléfilm
- 2019 : Ognuno è perfetto, série télévisée
- 2021 : Chiara Lubich - L'amore vince tutto, téléfilm
- 2022 : La sposa, minisérie télévisée

### Comme scénariste
- 1994 : Comme deux crocodiles (Come due coccodrilli)
- 2021 : Chiara Lubich - L'amore vince tutto, téléfilm

## Récompenses et distinctions
- 1990, Giffoni Film Festival, Golden Gryphon pour Corsa di primavera
- 1994, Locarno International Film Festival, nomination pour Come due coccodrilli
- 1996, Italian National Syndicate of Film Journalists, Silver Ribbon pour Come due coccodrilli
- 1999, Locarno International Film Festival, nomination pour Les Saisons de l'amour
- 2000, Festival du film d'Avignon, Prix Tournage pour Les Saisons de l'amour
- 2003, BAFTA Awards, nomination pour Doctor Zhivago (2002)
- 2006, David di Donatello Awards, nomination pour Mai + come prima
- 2006, prix Sergio-Leone au Festival du film italien d'Annecy, pour l'ensemble de son œuvre